# لینا ساستری

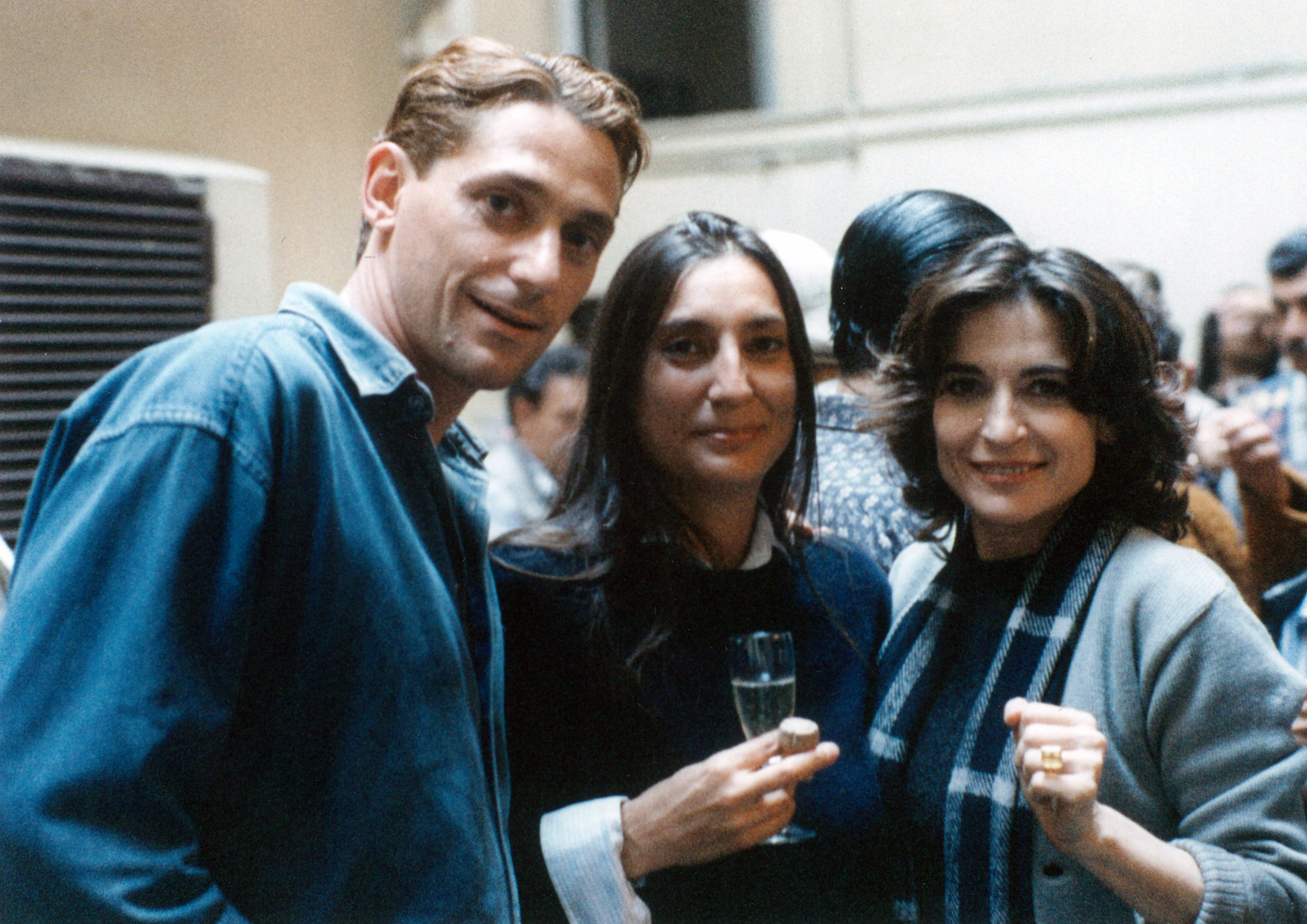
لینا ساستری (راست) در سال ۱۹۹۶

لینا ساستری (ایتالیایی: Lina Sastri؛ زادهٔ ۱۷ نوامبر ۱۹۵۳) بازیگر و خواننده اهل ایتالیا است.
از فیلم‌ها یا برنامه‌های تلویزیونی که وی در آن نقش داشته‌است، می‌توان به زندگی عجیب است، تقدیم به رم با عشق، کافه اکسپرس، اجساد ممتاز و سوءتفاهم‌های جزئی اشاره کرد.

## جوایز
- جایزه انجمن ملی فیلم ایتالیا بهترین بازیگر زن (۱۹۸۴)
- جایزه دیوید دی دوناتلو بهترین بازیگر زن (۱۹۸۴ و ۱۹۸۵)